# Пионерская улица (Санкт-Петербург)
Пионе́рская у́лица проходит в Петроградском районе Санкт-Петербурга от Большой Пушкарской улицы до набережной Адмирала Лазарева, выходя к Лазаревскому мосту.

## История
В 1738 году Комиссия о Санкт-Петербургском строении предполагала проложить два проезда, от Большого проспекта до Музыкантского переулка — 3-я Гребецкая улица, а от Музыкантского переулка до современного Чкаловского проспекта — 1-я Слободская Инженерная улица. Последнее название связано с находившимся поблизости Инженерным шляхетским кадетским корпусом (ныне — Военная инженерно-космическая академия имени А. Ф. Можайского). Но эти названия не употреблялись. Вместо этого с середины XVIII века до 1932 года юго-западный участок современной Пионерской улицы назывался Большой Гребецкой улицей, а северо-восточная её часть, от современной Корпусной улицы до Малой Невки, — Большой Колтовской улицей. Название Колтовская происходит от казарм расквартированного здесь в то время Колтовского полка, который, в свою очередь, именовался так по фамилии полковника Колтовского, а название Большая Гребецкая — от Гребецкой слободы, в которой жили гребцы галерного флота. Проходящая параллельно Малая Гребецкая улица сохраняет своё название до сих пор.
Вначале Большая Гребецкая и Большая Колтовская улицы не были продолжением друг друга, так как Большая Гребецкая оканчивалась тупиком за Большой Порховской улицей (между современным Чкаловским проспектом и Корпусной улицей), пока в 1896 году Большую Гребецкую улицу не продлили до Корпусной. В середине XVIII века Большая Колтовская улица называлась просто Колтовской, а в конце XVIII — начале XIX века одновременно с Большой Колтовской бытовали ещё два наименования — Средняя, по положению проезда в Колтовской слободе, и 2-я Спасская, по несохранившейся церкви Спаса Преображения, стоявшей на месте дома № 8 по Новоладожской улице. Наконец, с 1829 года закрепилось название Большая Колтовская. Тогда поблизости проходила ещё Малая Колтовская, а Средняя Колтовская существует до сих пор.

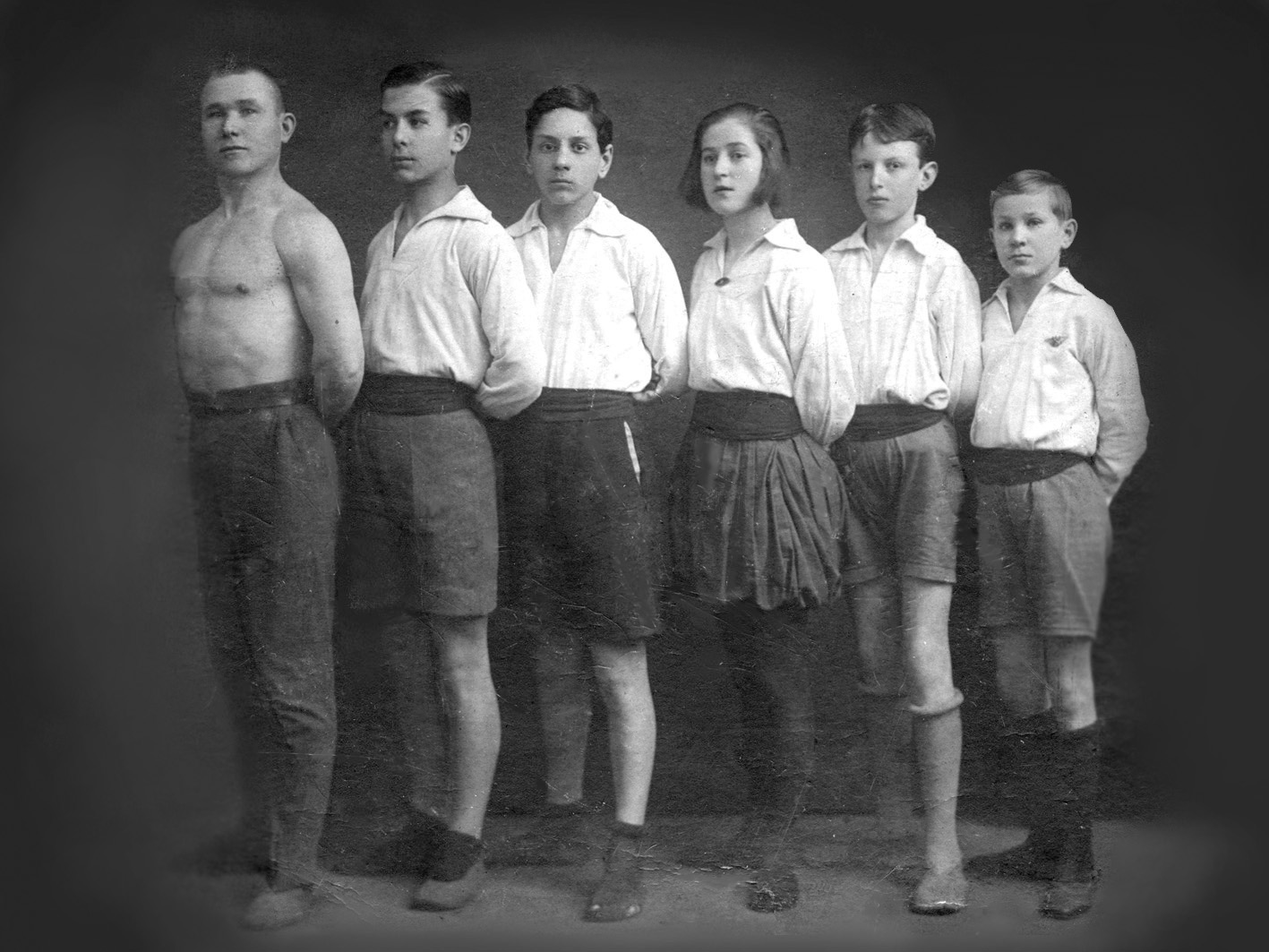
Пионерское звено фабрики «Красное знамя» на спортивных занятиях

В начале 1923 года комсомольцами Петроградского района при трикотажной фабрике «Красное знамя» был организован первый в Петрограде пионерский отряд имени Спартака.
Дата 19 февраля 1923 года, когда состоялся первый сбор пионеров, была признана официальным днём рождения пионерской организации Петрограда.
Свои занятия и сборы пионеры проводили в клубе фабрики «Красное знамя», который находился на Большой Гребецкой улице.
В честь этих событий — 10 июня 1932 года Большую Гребецкую, по просьбе пионерской организации Ленинграда, переименовали в Пионерскую улицу.
17 декабря 1952 года к Пионерской присоединили Большую Колтовскую улицу.

## Достопримечательности и городские объекты
Ниже даётся современная нумерация домов. В XIX и начале XX века, когда происходила основная застройка, нумерация была более плотной: по нечётной стороне последний дом по Большой Гребецкой (на углу Корпусной улицы) имел номер 73 (сейчас 57), а по чётной — 44 (сейчас 34).

### От Большой Пушкарской улицы до Большого проспекта
- В самом начале улицы на углу с Большой Пушкарской, перед домом 2 стоит бетонный памятник-стела с надписью: «В честь 50-летия Всесоюзной пионерской организации им. В. И. Ленина. 1972».
- Дом 1 построен в 1897 г. по проекту А. П. Соскова и Ф. К. фон Пирвица. В течение четверти века перед этим весь участок от Большой Пушкарской улицы до Большого проспекта П. С. по этой (нечётной) стороне принадлежал купцу В. И. Горохову, а в начале XX столетия владелицей была Е. Шурунова.
- Дом 3 / Большой проспект П. С., д. 15 — доходный дом, построен в 1872—1874 годах по проекту техника Н. Н. Боброва, позже надстроен.
- Дом 4 / Большой проспект П. С., д. 13  памятник архитектуры (вновь выявленный объект)[6] — 1901—1902, архитектор А. К. Гаммерштедт (дом Н. А. Бородулина). Угловой цилиндрический эркер завершается башенкой с флюгером; аттиковые завершения с разорванными фронтонами, балконы с ажурными решётками, мощный треугольный эркер, выходящий на Большой пр., орнаменты, рустованные обрамления окон.

### От Большого до Малого проспекта
- Дом 5 / Большой проспект П. С., д. 20 построен в три этажа по проекту техника Н. Н. Боброва в 1886 году, надстроен до 6 этажей в 1913 году по проекту П. Г. Прокофьева.
- Дом 6 / Большой проспект П. С., д. 16-18 / ул. Красного Курсанта, 1  памятник архитектуры (вновь выявленный объект)[6] — 1910-е, доходный дом Н. Я. и Ф. Я. Колобовых, арх. П. М. Мульханов, завершён при участии Д. А. Крыжановского. Использованы приёмы модерна и неоклассицизма. Подробнее см. в статье Большой проспект Петроградской стороны.
- Дом 7  7831511000 — 1924, здание подстанции Волховской ГЭС, конструктивизм.
- Дом 8  7832038000 — собственный доходный дом гражданского инженера М. Н. Кондратьева, 1907—1908, модерн. На первом этаже сохранилась метлахская плитка. Парадная лестница украшена кариатидами. Здесь в кв. № 10 (у своего дяди) в начальный период блокады до эвакуации жил М. И. Мильчик[7].
- Дом 9 / Малый пр. П. С., 17 — жилой дом, 1900, техник П. М. Мульханов (включён существовавший дом). Ранее на этом участке стоял трёхэтажный каменный дом с тремя одноэтажными флигелями, за которым простирался огород. Участок в середине XIX в. принадлежал вдове статского советника А. С. Элькан (ум. в 1869), а затем её наследникам, а с 1880 года — к купцу второй гильдии Ивану Ивановичу Чванову (1844—1910), владельцу питейных заведений, для которого П. М. Мульханов расширил дом и надстроил его двумя этажами. В доме появились мраморные камины, изразцовые печи; открылся трактир, также принадлежавший И. И. Чванову. После его кончины домом владела вдова Анна Абрамовна Чванова, с тремя детьми — Сергеем, Владимиром и Клавдией. Левая часть дома не сохранилась — она была разрушена снарядом во время Великой Отечественной войны[8].
- Дом 10 / Малый пр. П. С., 15 — жилой дом, в котором размещается детская поликлиника 14 Петроградского района (существовала здесь под названием «14-й пункт Отделения материнства и младенчества Облздрава» уже в 1920-х гг[9].).

### От Малого до Чкаловского проспекта

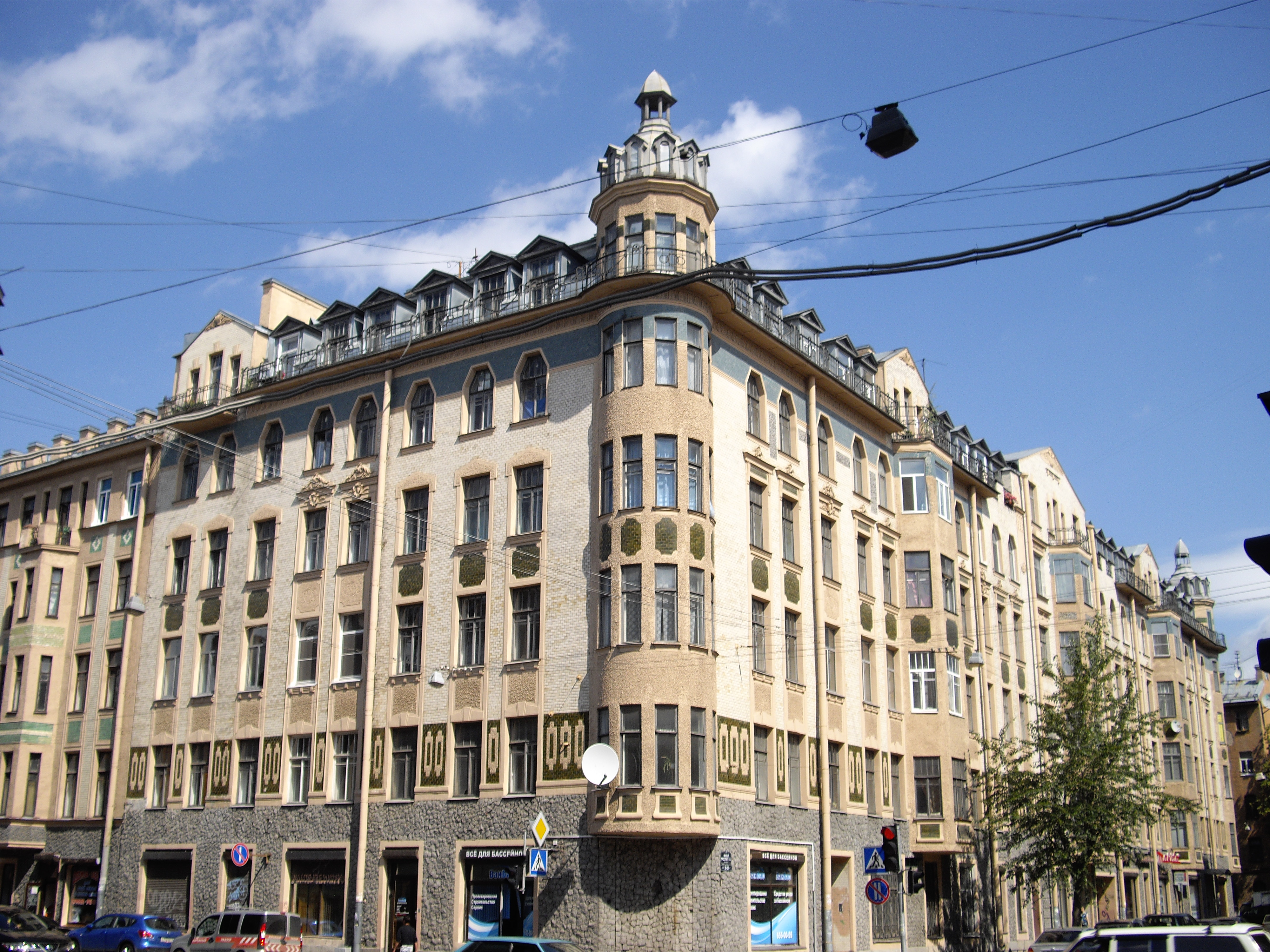
Дом Корнилова на углу Пионерской ул. и Малого пр.

- На углу Пионерской улицы и Малого пр. П. С. (Малый пр. П. С., 26-28) расположен доходный дом М. Д. Корнилова, построенный в стиле модерн по проекту архитектора-художника А. Ф. Барановского.  памятник архитектуры (вновь выявленный объект)[6] В середине XIX века здесь находился деревянный дом, принадлежавший прусскому подданному, булочнику Фридриху (Фёдору) Христофоровичу Мору (ум. в 1869 г.). В 1862 г. рядом с деревянным был построен каменный дом. В 1900 г. дочь Ф. Мора Эмилия, жена скорняжного мастера, продала участок статскому советнику М. Д. Корнилову, домовладельцу и председателю правления двух благотворительных обществ, для которого в 1910 году и построен существующий дом[8]. Два цилиндрических эркера на углах, переходящие в гранёные башенки, служат акцентами в перспективах улиц. Парадная и чёрная лестницы разделены витражами, выполненными в технике гризайль на толстом стекле (в левой парадной некоторые из них сохранились). В этом доме с осени 1913 до 1915 г. жил поэт и переводчик М. Л. Лозинский. На его квартире проходили редакционные собрания журнала поэтов-акмеистов «Гиперборей». В 1915 г. в доме размещался 175-й городской лазарет Общества пособия рабочим, пострадавшим на постройках.
- Дом 13 построен в 1857 году по проекту инженера-архитектора Р. Б. Бернгарда, перестроен и расширен в 1867 году архитектором А. Л. Гуном.

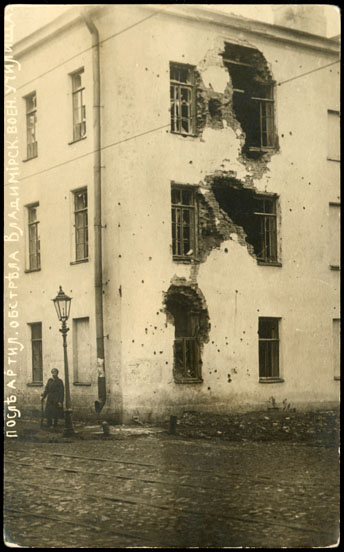
Здание Владимирского училища после подавления восстания юнкеров

- Дома 14—18: здесь, между Большой и Малой Гребецкими улицами, находились казармы Владимирского пехотного юнкерского училища (здания XIX века). До создания училища бывший дом 18 занимала Военно-чертёжная школа, упразднённая в 1869 г. Лицевой корпус 14 по Большой Гребецкой ул. построен в 1899—1901 годах по проекту военного инженера В. А. (или М. А.) Колянковского. После Октябрьского переворота, 29 октября (11 ноября) 1917 года, юнкера приняли участие в антибольшевистском восстании, организованном сторонниками эсеров. Ранним утром они разоружили караул, охранявший училище, арестовали комиссаров Военно-революционного комитета и отбивались от натиска контролируемых большевиками войск около шести часов, несмотря на артиллерийский обстрел здания и подавляющий численный перевес нападавших[10]. По данным меньшевистской газеты «Новая жизнь», при осаде было ранено и погибло около 200 юнкеров, 20 владимирцев были расстреляны у стен Петропавловской крепости, а 71 человек стал жертвой самосудов[11]. 6 (19) ноября 1917 года училище было расформировано. На базе училища в помещении Военно-топографического училища открыты 1-е Советские пехотные Петроградские курсы РККА. Впоследствии в доме 16 находилась городская больница 2 Ждановского района Ленинграда, которая перестроила здание под свои нужды. В начале XXI века в здании размещалось одно из подразделений Военно-космической академии им. А. Ф. Можайского. Часть здания сдавалась в аренду. Правая часть казарм (бывший дом 18) снесена в октябре 2007 года ради строительства коммерческого центра, несмотря на протесты петербургской общественности[11].

- Трёхэтажный дом 15 построен в 1836 году по проекту архитектора Ф. И. Брауна.
- Дом 19 построен в 1861 году архитектором К. Т. Андрущенко, перестроен и расширен в 1900 году военным инженером Н. А. Ефимовым.

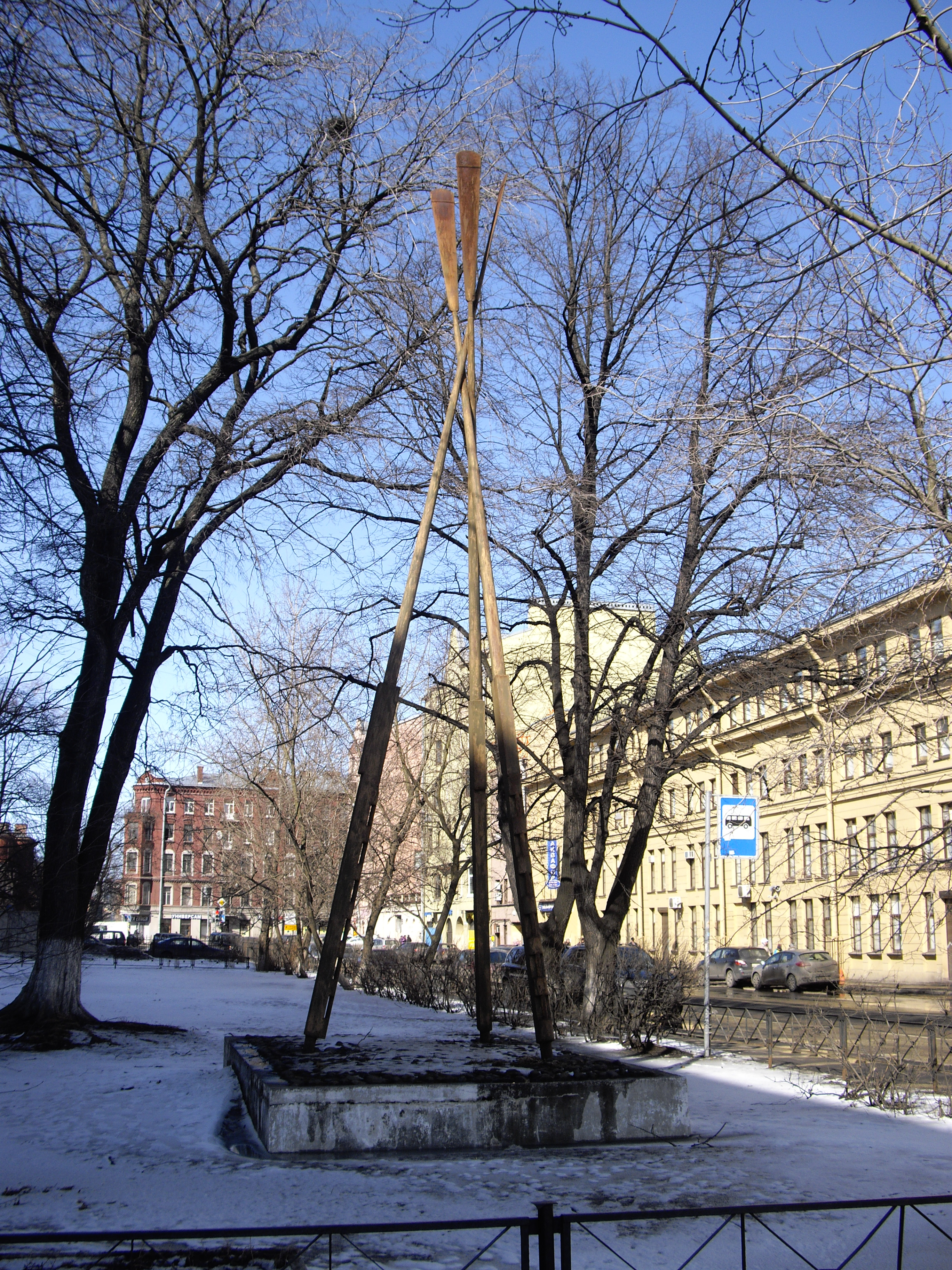
Памятник гребцам галерного флота. На заднем плане — угловой дом 37, справа — дом 27 по Пионерской улице

- Дом 20 — Военно-топографический институт им. генерала А. И. Антонова (современное здание). В 2006 г. институт, ведущий свою историю от Санкт-Петербургского училища топографов, основанного в 1822 г., включён в состав Военно-космической академии им. Можайского. Перед этим зданием в 1972 году установлен памятник гребцам Российского флота (архитектор А. Д. Левенков), в виде трёх скрещенных 10-метровых галерных вёсел в память о Гребецкой слободе, которая существовала здесь в XVIII веке и дала первоначальное название улице[12].
- Современное здание 21 занимает торговый комплекс «Пионер».

Брандмауэры дома 22, вблизи ВКА им. А. Ф. Можайского, украшенные и расписанные на темы авиации и космонавтики (2011 г.). В конце сквера — бюст В. П. Чкалова

- Дом 22  7831513000, выходящий брандмауэрами на Чкаловский проспект — бывший доходный дом Ф. П. Петрова, начатый в 1912 году архитектором А. Н. Димитрато и завершённый в 1915 году И. И. Долгиновым в стиле неоклассицизма с элементами модерна. В 1980-х в доме размещались ПТУ 70 и 73. В Чкаловском сквере, примыкающем к этому дому, установлен бюст В. П. Чкалова.
- Дом 27а — производственное здание, в советское время принадлежавшее Станкостроительному объединению им. Я. М. Свердлова.
- Дом 29 — жилой дом, перестроенный в 1902 году арх. Е. С. Бикарюковым (Шенченко) с включением существовавшего дома.
- Дом 31 — 1912—1913, арх. И. А. Претро, модерн.
- Напротив Чкаловского сквера, перед оградой участка, также принадлежавшего Объединению им. Свердлова (дом 33), в советское время установлен памятный знак из металлических балок (швеллеров) с изображением артиллерийского орудия. Надпись на памятной доске на кирпичной ограде рядом с памятником гласила: «С этого места 29 октября 1917 года рабочие из орудия вели огонь по юнкерскому училищу, поднявшему мятеж. Пять питерских ребят подносили снаряды. Честь и слава юным борцам революции.» Этот памятник сохранился, но надпись утрачена в 1990-х гг. (остатки креплений букв ещё были видны до 2016 года, когда ограда была снесена с началом нового строительства на этом месте).
- Дом 35 / Чкаловский пр., 5 / Малая Разночинная ул., 24 (1909—1910, арх. Павел Павлович Светлицкий, модерн)  7831512000 — доходный дом купца Фёдора Матвеевича Рыбина, потомственного почётного гражданина, председателя бесплатной столовой для бедных, казначея Общества пособия рабочим, пострадавшим при постройках, и попечителя богадельни для престарелых женщин единоверческой Никольской церкви. Архитектор Светлицкий жил в кв. № 16 в 1910-х годах. В 2024-м году зданию присвоили статус объекта культурного наследия регионального значения[13].

### От Чкаловского проспекта до Малой Невки
- В сквере на углу Эскадронного переулка установлен памятный знак с пятью детскими горельефами и надписью «Честь и слава детям питерских рабочих, погибшим в октябре 1917 года» (подробнее см. Владимирское военное училище#Памятники)[12].
- Дом 28  памятник архитектуры (региональный) — Здание Дворянского полка (1833—1837, арх. А. Е. Штауберт). Выходит также на ул. Красного курсанта, 21. Теперь это один из корпусов ВКА им. А. Ф. Можайского.
- Дом 30 (1897—1900, арх. И. М. Емельянов) до революции принадлежал благотворительному Николаевскому обществу попечения о бедных, открытому в 1877 г. при Колтовской Спасо-Преображенской церкви. Герцог Лейхтенбергский стал почетным покровителем Общества, которое получило имя Николаевского в честь его умершего брата. Существующее здание — третье по счёту, построенное здесь для этого общества. В правой части размещалась церковь, имелась звонница. Церковь была освящена 26 января 1903 г., закрыта 27 декабря 1922 г. Помещение передали клубу фабрики «Красное знамя». В настоящее время (2011 г.) в здании офисы.
- Дом 50 / Новоладожская ул., 4  7831515000 — комплекс построек завода «Вулкан» (1911, гражданский инженер И. И. Герасимов; 1915, архитектор М. Е. Сунцов). В 2010-х был застроен жк «Премьер Палас»[14][15].
- Дом 53  7831514000 — комплекс построек фабрики «Красное знамя»", 1925—1937, арх. Э. Мендельсон (первоначальный проект), И. А. Претро (руководил строительством), С. О. Овсянников, инж. Е. А. Третьяков.
- Дом 57 (53Ф) / Корпусная ул., 13  7801100000 — силовая станция (ТЭЦ) фабрики «Красное знамя», памятник конструктивизма, арх. Э. Мендельсон, 1925—1926. Перед зданием установлена стела в память создания первой пионерской организации.

## Пересечения
- Большая Пушкарская улица (у домов 1 и 2)
- Большой проспект Петроградской стороны (у домов 3/15, 4/13, 5/20 и 6)
- Малый проспект Петроградской стороны (у домов 9/17, 10/15, 11/26 и 12/24)
- Музыкантский переулок (у дома 20)
- Чкаловский проспект (у домов 22, 24/4, 33 и 37/6)
- Эскадронный переулок (у дома 39)
- Корпусная улица (у домов 34, 36 и 57/13)
- Петергофская улица (за домом 65)
- Новоладожская улица (за домом 44)
- Гдовская улица (перед домом 46)
- набережная Адмирала Лазарева